# Vinylhalogenidy

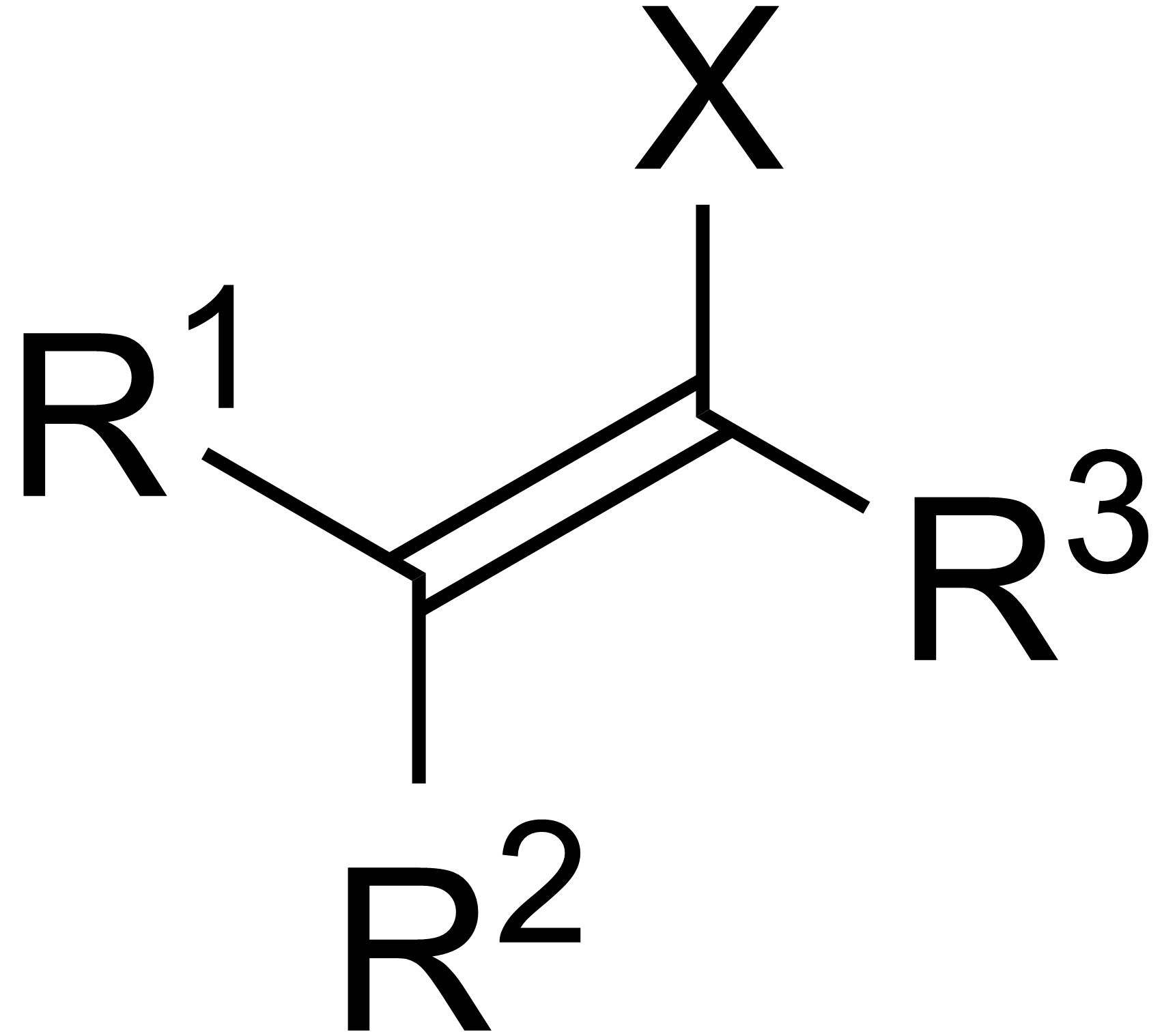
Obecný strukturní vzorec vinylhalogenidu, kde X je halogen a R je organická funkční skupina.

Vinylhalogenidy jsou organické sloučeniny odpovídající obecnému vzorci CH2=CHX (X = halogen). Označení vinyl se často používá pro jakoukoliv alkenylovou skupinu, proto se alkenylhalogenidy typu RCH=CHX označují jako vinylhalogenidy. Nejvýznamnější sloučeninou z této skupiny je vinylchlorid, kterého se ročně za účelem výroby polyvinylchloridu vyrobí miliony tun. Dalšími příklady jsou polyvinylfluorid, 1,1-dichlorethen (vinylidenchlorid) a 1,1-difluorethen (vinylidenfluorid).

## Příprava a výroba
Vinylchlorid se vyrábí dehydrochlorací 1,2-dichlorethanu.
Vzhledem k jejich využitelnosti bylo vyvinuto několik způsobů přípravy vinylhalogenidů, například:
- karbometalace, reakce vinylorganokovových sloučenin s halogeny

- Takaiova olefinace

- Storkova-Zhaova olefinace - obměna Wittigovy reakce

- Metateze alkenů[2]

## Reakce
Vinylbromidy a podobné alkenylhalogenidy mohou být použity na tvorbu Grignardových a organolithných činidel. Alkenylhalogenidy se v zásaditém prostředí přeměňují na odpovídající alkyny. Největší využití mají v křížových párovacích reakcích, jako jsou napříkladSuzukiova, Stilleova a Heckova reakce.